# الینگز
الینگز (به فرانسوی: Allinges) یک کمون در فرانسه است که در Canton of Thonon-les-Bains-Ouest واقع شده‌است.

## خصوصیات
الینگز ۱۵٫۰۱ کیلومترمربع مساحت و ۳٬۰۲۱ نفر جمعیت دارد.